# Toll of the Jungle
Toll of the Jungle è un cortometraggio muto del 1916 diretto da Tom Santschi. Prodotto dalla Selig su un soggetto di Charles J. Buckley, il film, ambientato nella giungla, sfruttava gli animali dello zoo di William Nicholas Selig ed era interpretato da Wheeler Oakman, Edith Johnson, Harry Lonsdale e dall'addestratore Walter Beckwith.

## Trama
Mercante di animali selvatici, John Harper vive nella giungla insieme alla figlia Ida. La ragazza, vedendo maltrattare le bestie da Josè, un addestratore, lo rimprovera. Così quando Ida si addentra a cavallo nella foresta per andare a vedere dei leoni in trappola, viene attaccata da Josè. Ida, con il cavallo azzoppato, si arrampica su un albero portando con sé alcune torce mentre Josè soccombe all'attacco di un leone. La ragazza si salva facendo segnalazioni con le torce: il fuoco viene visto da lontano da Fred Hartley, un cacciatore, che corre in suo soccorso. Tra i due giovani nasce un amore a prima vista che li porta ben presto a dichiararsi.

## Produzione
Il film fu prodotto dalla Selig Polyscope Company.

## Distribuzione
Distribuito dalla General Film Company, il film - un cortometraggio in una bobina - uscì nelle sale cinematografiche statunitensi il 18 marzo 1916.